# Barra Funda
Barra Funda é um município brasileiro do estado do Rio Grande do Sul.
Barra Funda começou a ser habitada no ano de 1919 por colonizadores vindos da Região de Guaporé, Veranópolis e Caxias do Sul. Até então, a região era habitada pelos índios GE Guarani denominados de Coroados, por negros e por moradores em uma área de mata virgem. Os primeiros núcleos habitacionais surgiram na década de 1920.
Ainda em 1919, passou a ser chamado de "Barra Funda", devido a existência de um acidente geográfico chamado barra, que se forma na desembocadura do rio Agusso, afluente do rio da Várzea, o qual faz parte da bacia do rio Uruguai. No ciclo do tropeirismo na região o local chamado barra foi utilizado pelos tropeiros para fazer a travessia do gado pelo rio da Várzea, e por tratar-se de um ponto de baixa altitude, este local foi denominado de Barra Funda, que deu origem ao nome do Município.

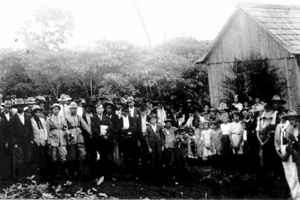
Imigrantes (1919)

A origem do Município iniciou em 1963 quando passou a Distrito de Sarandi. Em 1992, mais precisamente no dia 20 de março, foi criado o Município de Barra Funda, desmembrado do Município – Mãe - Sarandi, através da Lei Estadual n° 9.538.

## Localização
| Aspectos geográficos: A localização do Município de Barra Funda está enquadrada, dentro das coordenadas geográficas representadas pela latitude: 27º 55’ 23” Sul do Equador; e longitude: 53º 02’ 21’’ Oeste Meridiano do Rio de Janeiro. |
| Limites: ao Sul com o município de Nova Boa Vista e Chapada; ao Norte com o município de Sarandi; ao Leste com o município de Sarandi; ao Oeste com o município de Novo Barreiro                                                          |
| Localização regional: região do Médio Alto Uruguai |
| Área do município: 64,165km² |
| Acessos: RS-569 (Palmeira das Missões - Barra Funda por asfalto), BR-386 (Sarandi - Barra Funda por asfalto), estradas municipais com Nova Boa Vista                                                                                      |

## Geografia
Localiza-se a uma latitude 27º55'23" sul e a uma longitude 53º02'21" oeste, estando a uma altitude de 385 metros.
Possui uma área de 64,165 km² e sua população estimada em 2010 era de 2.367 habitantes.

## Hino
Barra Funda Oh! Terra querida,
Enaltecida de encantos mil,
Orgulhosa entre rios, entre vales,
Sob o céu de puríssimo anil.
O passado de lutas de glórias,
Só vitórias uniram ideais,
Imigrantes com garra sulcaram,
Este chão que deu bons parreirais.
Estribilho: Barra Funda das rosas, das flores,
Cheia de amores tens coração,
Barra Funda do grande Rio Grande,
Terma pura maior emoção.
Barra Funda da sanga da fonte,
Deste reponte manancial,
No estandarte à bandeira encerra,
Boa terra da água mineral.
Com a benção da mãe protetora,
Retentora perene de luz,
Seguiremos caminhos radiantes,
Navegantes na fé nos conduz.
E o trabalho unido à grandeza,
Com certeza vai multiplicar,
Com o brilho da tua juventude,
Hoje e sempre iremos te amar.
Letra e melodia: por Luiz Presotto

## Economia
A atividade econômica do Município é baseada na agricultura, pecuária, industrial e comercial. Na Agricultura: o município se destaca na produção de soja, seguida de milho e trigo, sendo que a produção de arroz e feijão é apenas para a subsistência da população do município. Há aproximadamente 436 propriedades rurais.

## Indústria
A indústria é de grande importância para a economia do município. Há a Indústria de Águas Minerais Sarandi, que é comercializada em vários Estados. Além da indústria de bebidas, o  município conta com: Indústria de Aço, Serralheria, Ferraria, Moinho Colonial, Indústria têxtil e outros.

## Clima
Subtropical, com duas massas de ar que predominam, a Polar Atlântica com baixas temperaturas e tropical Atlântica com altas temperaturas.

## Cultura

### Peter Pan (2011)
No dia 5 de outubro de 2011 realizou-se o primeiro teatro municipal onde participaram crianças, jovens, adultos e a melhor idade de Barra Funda, bem como de toda região. Aventuras, mágica, piratas, fadas e muitos seres encantados tomaram vida e encantaram o público que lotou as cinco sessões oferecidas no Ginásio Municipal.
Mobilizados pelo desejo de apreciar a história do menino Peter Pan, que recusa-se a crescer e vive na Terra do Nunca, um público de mais de 2000 pessoas viveu intensas emoções durante a representação do espetáculo. A peça, orientada pelo professor Juliano Oliveira e promovida pela Administração Municipal, através do Centro de Referência de Assistência Social e Secretaria Municipal de Educação mesclou a dramatização aliada a um belíssimo repertório musical, que empolgou os presentes, cativando-os e permitindo que interagissem e se apropriassem da história.
Nessa ocasião, mais de 50 crianças e adolescentes deram vida a personagens como Peter Pan, Wendy, Capitão Gancho, piratas, crianças perdidas. Foi um verdadeiro convite para dar asas à imaginação, envolvendo o público de escolas dos municípios de Barra Funda, Chapada, Novo Barreiro, Nova Boa Vista, Sarandi, Ronda Alta e Constantina, além do grande público local e da região.

### Fantástica Fábrica de Chocolate (2012)
Em 2012,  entre os dias 15 e 16 de agosto, o município de Barra foi palco de uma belíssimo espetáculo literário e também cinematográfico intitulado A Fantástica Fábrica de Chocolate. O espetáculo coordenado pelo artista Juliano Oliveira foi uma maneira de promover a cultura e comemorar o dia do estudante. Um grande número de pessoas acompanharam o evento que de luz e som que teve a furação de 1 hora e 20 min. e contou com um repertório que foi de XUXA a TURMA DO CHAVES. Cerca de 80 jovens participaram do espetáculo que foi promovido pelo CRAS.

### Aquahara (2013)
No mês de agosto de 2013, dias 15 e 16, milhares de pessoas deslocaram-se até o Ginásio Municipal de Esportes para a apresentação da peça “Aquahara” que emociona que a assiste, cheia de cores, fantasia e aspectos que também demonstram a realidade, principalmente no que tange uma riqueza natural, a água. Aquahara é um mundo perdido que possui a última fonte de água potável do mundo, por isso, é um palco de amor, carinho e preservação, mas também de batalhas em disputa da fonte.

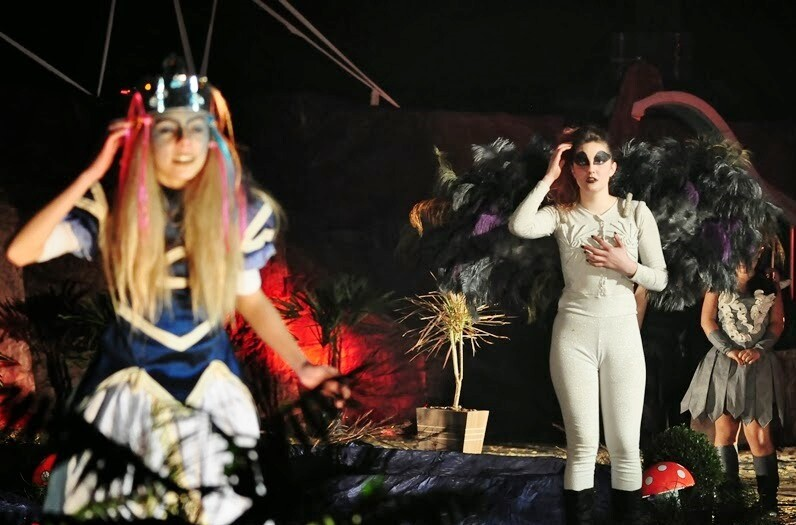
Espetáculo Aquahara, 2013

Entre a quinta e a sexta-feira, mais de 5 mil pessoas acompanharam o espetáculo dirigido pelo professor Juliano Oliveira, que mais uma vez demonstra seu potencial produzindo o roteiro e coordenando uma excelente peça que envolveu cerca de 75 atores, crianças e adolescentes, muitos deles atendidos por projetos da Assistência Social do Município, que mostraram todo o seu potencial e dedicação.
A apresentação durou cerca de 1h20min, em um cenário de aproximadamente 1200m², onde os diálogos, cenas musicais, coreografias e até cenas de batalhas conduziram o público a uma reflexão sobre a importância da preservação da água e também do meio ambiente.
No final da peça, o professor Juliano de Oliveira fez questão de agradecer a presença do público, os atores, os trabalhos realizados pela Secretaria de Obras de Barra Funda, da Assistência Social, Secretaria da Educação e voluntários que empenharam-se no projeto e contribuíram para o sucesso da apresentação de mais uma peça teatral.

### Gelária (2014)
No Ginásio Municipal de Esportes, tradicional palco para as apresentações do Grupo Artístico Municipal, o calor que brotou dos integrantes e do público fez com que o frio se mantivesse somente no nome: Gelária. Nos dias 14, 15 e 16 de agosto de 2014, o município de Barra Funda foi palco de uma produção gigantesca.
O espetáculo atraiu pessoas de 17 municípios da região e, quem assistiu, saiu maravilhado com a história da luta incansável dos habitantes de Gelária para evitar o aquecimento global, ensinando suas crianças a cuidar bem do planeta. Vários temas foram abordados durante o espetáculo, entre eles o bullyng, amizade, a entrega pelo irmão e outros valores importantes na vida das pessoas. Em uma mistura de teatro, música e arte circense, Gelária prometeu e cumpriu encantar seus espectadores.
Mais de 100 crianças e adolescentes, além de uma equipe de voluntários, se empenharam para apresentar e auxiliar em mais um espetáculo teatral. Ao todo, sete sessões foram realizadas, todas com lotação máxima, com um total de mais de 9 mil espectadores.
Nos bastidores a preparação dos atores iniciou cedo. Com a ajuda de voluntários, empenhados em cuidar de cada detalhe dos atores, cenário e recepção ao público, o espetáculo atingiu todos os objetivos esperados.

### Sonhos (2015)
Realizado entre os dias 12 a 15 de agosto de 2015, o público de mais de 20 cidades da região vivenciou o espetáculo Sonhos.
O enredo contou a história de uma garotinha que, no mundo da imaginação, aprendeu a enfrentar problemas como conflitos familiares, bullying, drogas e muitos outros problemas, de uma forma mágica. O espetáculo contou com um show de luzes, som mesclados com arte circense, dança e teatro além, é claro, de contar com o talento e alegria das mais de 120 crianças e adolescentes barra-fundenses que fazem parte do grupo artístico.

### Tum Tum (2016)
O espetáculo Tum Tum, realizou-se de 17 a 20 de agosto de 2016. Pelo sexto ano consecutivo, após o sucesso de espetáculos anteriores,  Tum Tum contou a história de um lugar habitado por vários grupos étnicos que é invadido por rebeldes e roubam todo o alimento produzido dentro de Tum Tum. A peça trouxe um contraponto entre a ficção e a realidade, falando sobre a falta de amor e a necessidade de união entre todos os povos. Tum Tum mesclou Teatro, Dança, Música e Artes Circenses, além de várias surpresas.

### Expresso Literário (2017)
O espetáculo em sua 7ª dição, contou a história de uma menina chamada Katica, que por ser cega, sente o mundo de outra forma. Ela vive em um orfanato, limitada ao espaço interno. Porém ela é apaixonada por livros e histórias. Em uma dessas viagens literárias, sua imaginação a levou a outra dimensão, onde o expresso literário, guiado por uma maquinista maluca e movido à energia das crianças e proporcionou momentos incríveis com as histórias que acontecem ao vivo em sua frente.

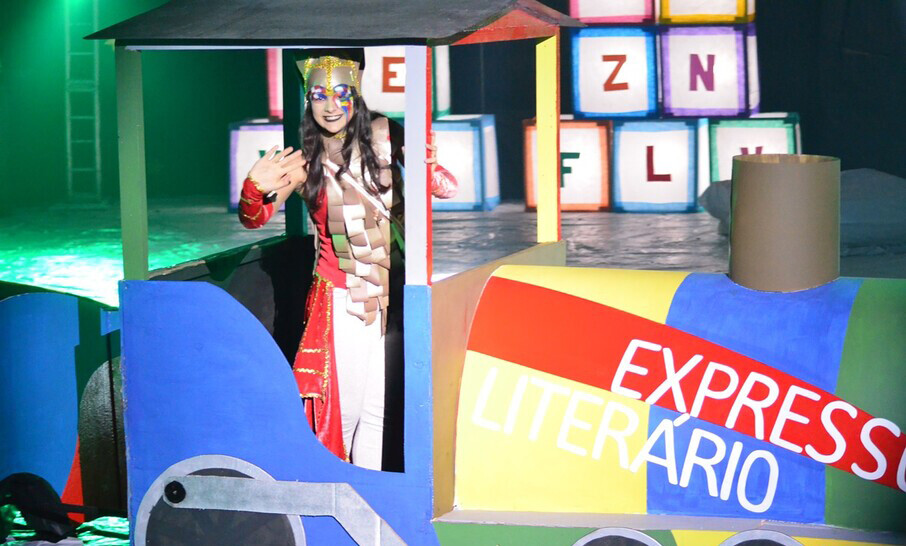
Teatro Expresso Literário, 2017

Em sua imaginação, Katica consegue enxergar. Cada livro que ela abriu, fortes emoções tomaram conta do ambiente, com clássicos da literatura, como “O Pequeno Príncipe”, “Peter Pan”, “A branca de neve e os sete anões”, livros de poesias de Mário Quintana, e outras belas histórias que mexem com o imaginação, representados por teatro, músicas, danças, artes circenses, encantamento, fantasias, emoções e literatura. Tudo isso em um grande espetáculo de som e luz.
O espetáculo contou com cerca de 110 atores, crianças e adolescentes, e uma equipe de produção em torno de 40 pessoas.

### Oxênti (2018)
Dos dias 14 a 18 de agosto de 2018, Barra Funda se transformou na capital da arte e da cultura superando todas as expectativas recebendo mais de 18 mil pessoas na 8ª edição do Projeto Chama da Cultura, com o Espetáculo “Oxênti”, que ofereceu uma reflexão sobre vários fatores que roubam a infância de uma criança e a juventude dos nossos adolescentes e jovens.
O público pôde se encantar com a história de uma menina chamada Nina, que possuía uma imaginação muito fértil, bastando uma palavra, uma frase dita por alguém, e ela já criava uma história em sua cabeça.
Personagens imaginários tomaram conta do grandioso cenário, e interagiram com ela e a pescadora de imaginação, na luta constante para libertar aquele povo dos coronéis, dos cangaceiros e de todo sofrimento que pairava sobre o cerrado.

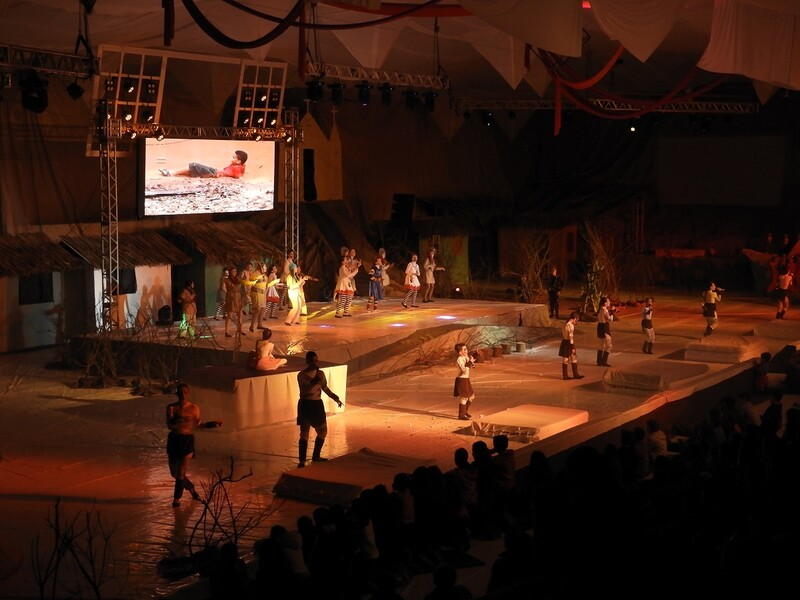
Espetáculo Oxênti, de 2018.

De uma forma encantadora, vários temas foram abordados, levando todos a uma viagem pelo imaginário infantil. Porém, no agreste não tinha somente tristeza, através de uma cultura fortalecida o sonho superou todas as dificuldades, nos remetendo aos nossos dias atuais, levando a mensagem que apesar de todas os problemas não podemos nunca desistir.
Na caatinga, onde a seca, a fome e o lamento do povo é realidade, a imaginação resistiu na mente das crianças, tocando o coração de cada espectador com uma linda história cheia de surpresas e de mensagens que emocionaram e tocaram o coração de todos.
Realizado em 11 sessões em cinco dias de apresentações, “OXÊNTI” mesclou teatro, dança, música e artes circenses, além de várias surpresas que mais uma vez mexeram com o público de toda a região representado por mais de 30 municípios.
O espetáculo foi apresentado pelo grupo artístico municipal formado por mais de 85 crianças e adolescentes, que neste ano contou com a participação do grupo da 3ª idade com a atuação de 18 integrantes.

### Um sonho na Disney (2019)
Realizado pela Administração Municipal, através do Grupo Artístico Municipal, dos dias 13 a 17 de agosto de 2019, Barra Funda se transformou na capital da arte e da cultura na 9ª Edição do Projeto Chama da Cultura, recebendo mais de 20 mil pessoas no Espetáculo “Um Sonho na Disney”.
O público pôde se encantar com a história de Binho e seus amigos, crianças de rua que não possuíam nenhum bem material, apenas a imaginação. No entanto, numa noite mágica, onde os planetas estavam alinhados, a fada FIFI, que perdeu suas asas e poderes por mal comportamento no mundo das fadas e gnomos, teve a oportunidade de recuperar seus poderes, ao trazer alegria e o encanto ao mundo sofrido e sem cor das crianças.

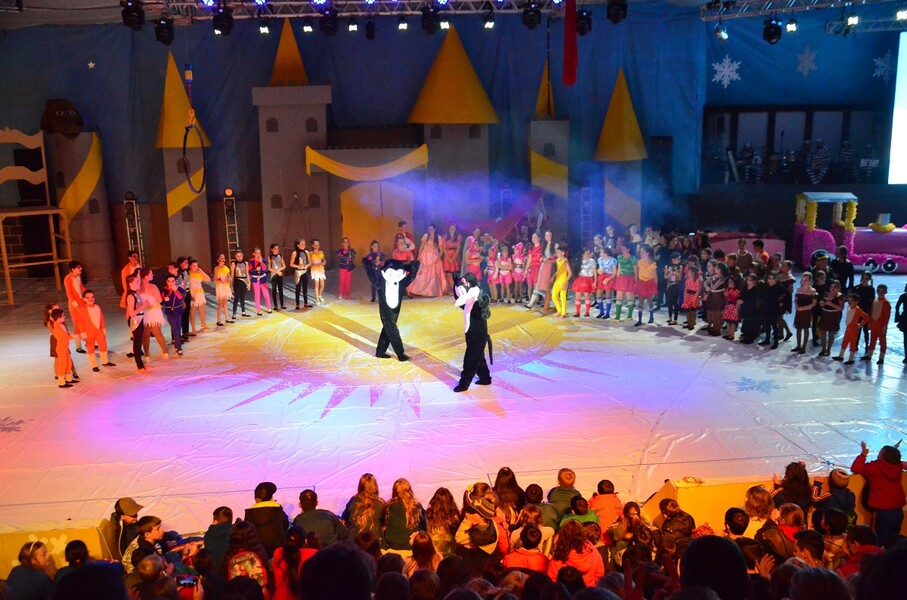
Espetáculo Um Sonho Na Disney, 2019

O Espetáculo fez uma viagem dentro dos musicais infantis e dos desenhos animados que marcaram a vida de milhões de crianças e que continuam a encantar as novas gerações, como Frozen, Branca de Neve, A Bela e a Fera, Cinderela, Moana, O Rei Leão e Aladdin.
De uma forma encantadora, vários temas foram abordados, levando todos a uma viagem pelo imaginário infantil, pois aprender a conviver com o outro, com as diferentes formas de pensar, sentir e agir, têm sido um grande desafio nos dias de hoje, pois cada vez mais torna-se indispensável a convivência coletiva.
Realizado em cinco dias através de onze sessões, “Um Sonho na Disney” mesclou teatro, dança, música e artes circenses, além de várias surpresas que mais uma vez mexeram com o público de toda a região representado por mais de 30 municípios.
O espetáculo foi apresentado pelo Grupo Artístico Municipal formado por mais de 97 atores, entre crianças e adolescentes do município, que são atendidos semanalmente pela Secretaria de Assistência Social, por meio do CRAS, além de uma equipe de produção de cerca de 40 pessoas.

## Administrações
Gestão 1993/1996
Prefeito: Reinaldo Antônio Nicola
Vice-Prefeito: João Roberto Piaia
Secretária da Educação: Serenita Castoldi Zandoná
Secretário da Saúde: Luis Carlos Ghiselli
Secretário da Administração: Cleomar Alcindo Signori
Secretário da Agricultura: Cleomar Alcindo Signori
Secretário de Obras: Décio Paulinho Mossmann
Vereadores: Aldo de Marco, Ayrte Antoninho Blau, Gilmar Castoldi, Alexandre Elias Nicola, Donelli Gelain, Jairo Luiz Signori, Lucindo Castoldi, Roberto Ongaratto e Moacir Ré.
Gestão 1997/2000
Prefeito: Benjamin José Zandoná
Vice-Prefeito: Donelli Gelain
Secretária da Educação: Serenita Castoldi Zandoná
Secretária da Saúde: Serenita Castoldi Zandoná
Secretário da Administração: Cleomar Alcindo Signori
Secretário da Agricultura: Cleomar Alcindo Signori
Secretário de Obras: Jairo Luiz Signori
Vereadores: Ayrte Antoninho Blau, Alvadir Tolotti, Eliane Salete Gerevini, Ernani Trevisol, Ivanice Fátima Piaia Dassi, Ivonei Zanetti, José Boni Neto, Maria Inês Zandoná Lausing e Roberto Ongaratto.
Gestão 2001/2004
Prefeito: Roberto Carlos Barbian
Vice-Prefeito: Donelli Gelain
Secretária da Educação: Eliane Salete Gerevini
Secretário da Saúde: Luis Carlos Ghiselli
Secretário da Administração: Alexandre Elias Nicola
Secretário da Agricultura: Donelli Gelain
Secretário de Obras: Ivonei Zanetti
Vereadores: Jairo Luiz Signori, Adriane Zambiazi Gerevini, José Alves Rodrigues, Ivonei Zanetti (licenciou-se para assumir o cargo de secretário de obras) Roberto Ongaratto, Ivone de Fátima Sutilli Nicola (licenciou-se para assumir a função de 1ª dama), Adriano Augusto Zandoná, Enio Cottica, Ermelinda Colombo Tolotti, Ayrte Antoninho Blau, Aimar Luiz Signori.
Gestão 2005/2008
Prefeito: Roberto Carlos Barbian
Vice-Prefeito: Alexandre Elias Nicola
Secretária da Educação: Cyntia Castoldi
Secretário da Saúde: Vilmar Cottica
Secretário da Administração: Alexandre Elias Nicola
Secretário da Agricultura: Jairo Luiz Signori
Secretário de Obras: Adi Norge Nicola
Vereadores: Donelli Gelain, Adriano Augusto Zandoná, Jairo Luiz Signori (licenciou-se para assumir o cargo de secretário da agricultura), José Alves Rodrigues, Ivonei Zanetti, Roberto Ongaratto, Adriane Zambiazi Gerevini, Ivanice de Fátima Piaia Dassi, Vitor Mói, Roberto Mühl.
Gestão 2009/2012
Prefeito: Alexandre Elias Nicola
Vice-Prefeito e Sec. Obras: Ivonei Zanetti
Secretária da Educação: Zilda Maria Zandoná Castoldi
Secretário da Saúde: Marcos Begnini
Secretário da Agricultura: Vitor Moi
Vereadores: Lenara Zandoná, Jairo Luiz Signori, José Alves Rodrigues, Roberto Ongaratto, Adriane Zambiazi Gerevini, Vilmar Cottica, Nadir Bariviera, Valter Bassani, José Urbanski.
Gestão 2013/2016
Prefeito: Alexandre Elias Nicola
Vice-Prefeito: Ivonei Zanetti
Secretária de Administração: Rudimar Antonio Pellenz
Secretária de Finanças: Luiz Irineu Girotto
Secretária da Educação: Eliane Gerevini
Secretário da Saúde: Marcos Begnini
Secretário da Agricultura: Jairo Signori
Secretário de Obras: Roberto Ongaratto
Vereadores: Adriane Zambiasi Gerevini, Cassiano Bravosi, Clenir Fátima Gelain, Everaldo Luiz Zambiasi, Fabiola Castoldi Begnini, Ivanete Fátima Garbossa Castoldi, Jairo Luiz Signori, Nadir Barivieira e Sandra Helena Gauer
Gestão 2017/2020
Prefeito: Marcos André Piaia
Vice-Prefeito: Nadir Barivieira
Secretária de Administração: Lucas Augusto Rossetto
Secretária de Finanças: Roger Casagrande
Secretária da Educação: Beloni DalMora
Secretário da Saúde: Tainara Dobner
Secretário da Agricultura: Valter Bassani
Secretário de Obras: Ivan Tonello

Vereadores: Zilda Maria Zandoná Castoldi, Silvio Balista, Sidinei Rossetto, Odemar Soletti, Elaine do Amaral, Clovis Battistella, Marcia Balista, Everaldo Zambiazi e Ivonei Zanetti.